# アイスマン (製氷機メーカー)
アイスマン株式会社（Iceman Corporation）は、福岡県久留米市に本社を置く産業用製氷機メーカーである。

## 概要
独自技術での開発商品である自動搬出貯氷庫「キャタピラ式貯氷庫」は、貯氷庫下部をキャタピラとしており、従来方式の自動搬出貯氷庫の最大の問題である「根氷」を生じさせず、常に同じ質の氷を24時間無人販売を可能とし、国内外で多くの実績を持っている。
主に水産業の鮮度保持のために漁港で多くみられるような大型氷自動販売設備に採用されている。その他、野菜の出荷用や食品工場、化学工場、スキー場など応用の幅は広い。
東京商工リサーチ2010年1月発表のデータによると、人工造雪装置のシェアは日本一である。

## 沿革
- 1956年（昭和31年）3月 - 秋山冷凍工業として創業。
- 1966年（昭和41年）10月 - 法人化し、三井冷凍機工業株式会社を設立。
- 1970年（昭和45年）9月 - 国産フレークアイス型製氷機を開発。
- 1974年（昭和49年）9月 - アイスマン製氷機工業株式会社へ社名変更。
- 1975年（昭和50年）7月 - 船舶用海水型製氷機を開発。
- 1976年（昭和51年）10月 - プレートタイプ製氷機を開発。
- 1977年（昭和52年）8月 - 自動搬出装置（キャタピラ式）を開発。
- 1993年（平成5年）4月 - 氷蓄熱装置を開発。
- 2001年（平成13年）10月 - アイスマン株式会社へ社名変更。
- 2002年（平成14年）2月 - フレークアイス高効率型海水用製氷機、海水用プレートアイス製氷機を開発。
- 2004年（平成16年）2月 - 高濃度オゾン製氷機を開発。
- 2006年（平成18年）4月 - オゾン封入フレーク製氷機を開発。
- 2011年（平成23年）2月 - 米国アイスシナジー社と技術提携し、海水シャーベット機販売開始。
- 2012年（平成24年）12月 - 久留米ビジネスパークに新工場が完成。同時に本社も現在地に移転。
- 2015年（平成27年）
  - 3月 - 東京産業株式会社と漁業協同組合向けに製氷販売事業を開始[2]。
  - 5月 - 製氷販売事業国内第一号として、千葉県山武郡にある片貝漁港に「九十九里製氷所」が完成。
- 2018年（平成30年）5月 - 製氷販売事業国内第二号として、静岡県熱海市にある網代漁港に「熱海製氷所」が完成。
- 2019年（令和元年）5月 - 製氷販売事業国内第三号として、大分県佐伯市にある入津漁港に「佐伯製氷所」が完成。
- 2020年（令和2年）6月 - 製氷販売事業国内第四号として、大阪府茨木市にある大阪府中央卸売市場内に「大阪製氷所」が完成。
- 2021年（令和3年）9月 - 製氷販売事業国内第五号として、京都府京都市にある京都市中央卸売市場第一市場内に「京都製氷所」が完成。

## 主な製品
- フレーク製氷機
- プレート製氷機
- 人工降雪機
- キャタピラ式貯氷庫

## 受賞
- 2014年（平成26年）がんばる中小企業・小規模事業者300社（中小企業庁）[3]。
- 2017年（平成29年）地域未来牽引企業（経済産業省）[4]。
- 2022年（令和4年）令和４年度デマンドサイドマネジメント表彰「一般財団法人ヒートポンプ・蓄熱センター理事長賞」（ノンフロン自動製氷システム（プレートタイプ］「ECONICE-P」）（株式会社前川製作所との共同受賞）[5]。
- 2024年（令和6年）令和6年度デマンドサイドマネジメント表彰「一般財団法人ヒートポンプ・蓄熱センター理事長賞（機械部門）」（自然冷媒流下液膜冷水チラー「ECONICE＊ZERO」）（株式会社前川製作所との共同受賞）[6]。